# Johann von Fuchte
Johann von Fuchte (* 26. November 1568 in Antwerpen; † 26. November 1622 in Helmstedt) war ein deutscher evangelischer Theologe.

## Leben
Als kleines Kind flüchtete er mit seinen Eltern vor den Übergriffen der Spanier aus Antwerpen. Früh wurde von Fuchte Waise, konnte aber aufgrund eines hinterlassenen Erbes seine erste Bildung in Hamburg genießen. Er besuchte die Universität Helmstedt, die Universität Tübingen, die Universität Wittenberg, sowie weitere Akademien. In Helmstedt erwarb er sich 1590 den akademischen Grad eines Magisters und promovierte dort am 4. Februar 1616 zum Doktor der Theologie.
1603 wurde er Prediger an der St.-Jacobi-Kirche in Hildesheim und geriet dort in eine Auseinandersetzung wegen seines Haarschnittes mit dem dortigen Superintendenten. Da er seine Stimme verlor, musste er die dortige Tätigkeit aufgeben und folgte einem Ruf des Herzogs Heinrich Julius von Braunschweig-Wolfenbüttel auf eine Professur der Theologie nach Helmstedt, wo er ab 1608 zugleich Bibliothekar der dortigen Universitätsbibliothek wurde.
Fuchtes theologische Arbeiten beschäftigen sich mit dem Dialog des Gennadius Scholarius, den Sentenzen Augustins, des Xystus, Marcus Eremetria, dem Maximus Confessor der Abendmahlsschrift des Paschasius Radbertus und mit einer Schrift des Nicolaus von Clamenge. Von Fuchte wird als Vorläufer seines Schülers Georg Calixt angesehen, der den Synkretismus an der Helmstedter Universität etablierte.